# Speller Dose
Das Speller Dose ist ein Naturschutzgebiet in der niedersächsischen Gemeinde Spelle in der Samtgemeinde Spelle im Landkreis Emsland.
Das Naturschutzgebiet mit dem Kennzeichen NSG WE 146 ist rund 56 Hektar groß. Es steht seit dem 26. November 1983 unter Naturschutz. Zuständige untere Naturschutzbehörde ist der Landkreis Emsland.
Das Naturschutzgebiet liegt nordöstlich von Spelle und stellt den Rest eines Hochmoorgebietes unter Schutz, dessen Entwicklung wohl bereits im Atlantikum in zwei Sandmulden begonnen hat.
Das Moor ist durch Entwässerung und Handtorfstiche verändert. Weite Teile des Moores, das durch Wiedervernässung renaturiert werden soll, ist mit Birken bewachsen. Daneben sind aber auch wieder moortypische Pflanzen wie Wollgräser und Torfmoose und Bult-Schlenken-Komplexe zu finden. Teilweise wird mit Entkusselungsmaßnahmen versucht, die Birken zurückzudrängen, um die Regeneration des Moores zu unterstützen.
In das Naturschutzgebiet führt ein rund 100 Meter langer Moorlehrpfad in Form eines Holzsteges, an dem sich auch ein sechs Meter hoher Aussichtsturm befindet.
Das Gebiet wird über Gräben zur Giegel Aa und Großen Aa zur Ems entwässert.